# Шебунчак Богдан Теодорович
Богдан Теодорович Шебунчак (* 1921 — † 8 лютого 2012) — український лікар, громадський діяч.

## З життєпису
Родом з Солотвина Надвірнянського повіту (Галичина). Студіював у Львові й Ерлянґені (1942—1948). З 1950 року в США. Голова ОДВУ (1970—1978), член Екзекутиви Українського Конґресового Комітету Америки, Секретаріату Світового Конґресу Вільних Українців (з 1983). Голова Українського Лікарського Товариства Північної Америки (1969—1971). Член редакції «Лікарського Вісника», голова УАК Ради.